# سیارک ۱۹۵۴۲
سیارک ۱۹۵۴۲ (به انگلیسی: 19542 Lindperkins، نامگذاری:1999JL27) نوزده هزار و پانصد و چهل و دومین سیارک کشف شده‌است که در ۱۰ مه ۱۹۹۹ کشف شد.
قدر مطلق سیارک برابر ۱۱.۷ است.